# 榎本敏孝
榎本 敏孝（えのもと としたか、1985年12月10日- ）は、大阪府大阪市出身の元プロ野球選手（外野手）。

## 来歴・人物
高校時代の成績は、エースで2003年夏の大阪府大会3回戦進出が最高。最速149kmの速球と40本塁打を放つ素材であった。
2003年のドラフト会議にて、福岡ダイエーホークスから5巡目で指名を受け入団。投手としても最速145km/hを誇る素材だったが、高校通算40本塁打という長打力を買われ、左の大砲候補としてプロ入り後すぐに内野手に転向した。
2005年には、外野手に挑戦し二軍で打率.290の数字を残したが、1軍試合出場はなかった。
2006年10月3日、球団から戦力外通告を受け、退団。

## 詳細情報

### 年度別打撃成績
- 一軍公式戦出場なし

### 背番号
- 43 （2004年 - 2006年）